# 青芳勝久
青芳 勝久（あおよし かつひさ、1883年12月16日 - 1972年2月22日）は、日本のキリスト教研究者、牧師、文筆家。植村正久の研究で知られる。徳島県板野郡大津村（現鳴門市）出身。

## 生涯
板野郡大津村で生まれる。幼少期、僧侶となるように、実家の菩提寺に預けられた。しかし、教師を目指して徳島師範学校を卒業。キリスト教に回心して、ニコライ神学校を卒業して、貧しい子供の教育活動を行った。
渡米して、プリンストン神学校を卒業する。帰国後に、植村正久を研究して、全集を出版する。また。「福音新報」に執筆した。

## 著書
- 『サボナローラ』（1922年、基督教興文協會）
- 『基督教の手引』（1930年、日曜世界社）
- 『聖ベルナアル傳及説教集』（1930年、新生堂）
- 『植村正久傳』（1935年、教文館）
- 『アメリカとキリスト教』（1951年、ともしび社）